# IdeaLab
IdeaLab (также известная как idealab!) — первый в мире бизнес-инкубатор (венчурный фонд, обеспечивающий развитие Интернет-стартапам), основанный в 1996 году в Пасадене (США) братьями Биллом и Ларри Гроссами. Пожалуй, самой известной инвестицией фонда была компания GoTo.com, создавшая первую в мире систему контекстной рекламы Overture Service, выкуплённую компанией Yahoo!.

## История
Компанию IdeaLab основали предприниматели Билл и Ларри Гроссы в марте 1996 года. До этого Билл Гросс был основателем компаний GNP Loudspeakers (сейчас GNP Audio Video), производитетеля аудио оборудования, GNP Development Inc., выкупленной Lotus Software и Knowledge Adventure, выпускавшей образовательный софт (позже выкуплена компаний Cendant). Гросс получил степень бакалавра по механическому инженирингу в California Institute of Technology, так что в компании работало много выпускников этого института (Гросс сейчас входит в совет попечителей учебного заведения).
В 2000 году компания выкупила права на использование домена .tv, принадлежащего Тувалу.
В декабре 2009 года компания провела ребрендинг и представила новый логотип.

## Стартапы бизнес-инкубатора
Idealab инвестировала в создание следующих компаний:
- AirWave Wireless, производитель беспроводных сетей, приобретённый Aruba Networks в 2008[5]
- Answers.com
- Aptera Motors, производитель электрокаров
- BlastOff! Corporation
- CarsDirect
- Citysearch
- Commission Junction
- Compete.com
- eSolar
- eToys.com
- eVoice
- GoTo.com (сейчас Yahoo! Search Marketing)
- Insider Pages
- Internet Brands
- Intranets.com
- NetZero
- New.net
- Picasa (приобретена Google)
- PerfectMarket.com
- PetSmart|PetSmart.com
- Punchcard.com
- Scout electromedia
- Swap.com
- Tickets.com
- Triptrotting
- Ubermedia.com
- Utility.com